# Giải đua ô tô Công thức 1 Thành phố México 2024
Giải đua ô tô Công thức 1 Thành phố México 2024 (tên chính thức là Formula 1 Gran Premio de la Ciudad de México 2024) là một chặng đua Công thức 1 được tổ chức vào ngày 27 tháng 10 năm 2024 tại Trường đua Anh em Rodríguez ở Thành phố México, México. Đây là chặng đua thứ 20 của Giải đua xe Công thức 1 2024.
Carlos Sainz Jr. của Ferrari giành vị trí pole tại vòng phân hạng, và giành chiến thắng tại cuộc đua chính trước Lando Norris của McLaren và đồng đội Charles Leclerc.

## Bối cảnh
Giải đua xe Công thức 1 Thành phố México 2024 được tổ chức tại Trường đua Anh em Rodríguez ở Thành phố México, México, vào cuối tuần từ ngày 25 đến ngày 27 tháng 10. Giải đua xe Công thức 1 Thành phố México 2024 là chặng đua thứ 20 của Giải đua xe Công thức 1 2024. Bên cạnh đó, đây là lần thứ 23 Giải đua xe Công thức 1 México được tổ chức với tư cách là một chặng đua Công thức 1 và là lần thứ 4 được tổ chức dưới tên gọi Giải đua xe Công thức 1 Thành phố México.

### Bảng xếp hạng trước chặng đua
Max Verstappen dẫn đầu bảng xếp hạng tay đua với 354 điểm, cách Lando Norris (297 điểm) ở vị trí thứ hai với 57 điểm và Charles Leclerc (275 điểm) ở vị trí thứ ba với 79 điểm. McLaren (544 điểm) dẫn đầu bảng xếp hạng đội đua trước Red Bull Racing (504 điểm) ở vị trí thứ hai và Ferrari (496 điểm) ở vị trí thứ ba.

### Danh sách các tay đua và đội đua
Danh sách các tay đua và đội đua y hệt với danh sách các tay đua và đội đua tham gia mùa giải ngoại trừ Franco Colapinto, người thay thế Logan Sargeant tại Williams từ Giải đua ô tô Công thức 1 Ý trở đi, và Liam Lawson, người thay thế Daniel Ricciardo tại RB trong phần còn lại của mùa giải. Có 5 tay đua được thay thế trong buổi đua thử đầu tiên:
- Robert Shwartzman thế cho Chu Quán Vũ tại Kick Sauber.
- Felipe Drugovich thế cho Fernando Alonso tại Aston Martin.
- Patricio O'Ward thế cho Lando Norris tại McLaren.
- Andrea Kimi Antonelli thế cho Lewis Hamilton tại Mercedes.
- Oliver Bearman thế cho Charles Leclerc tại Ferrari.

Đây cũng là chặng đua Công thức 1 thứ 400 của Fernando Alonso khi anh trở thành tay đua đầu tiên đạt được cột mốc này.

### Lựa chọn lốp xe
Nhà cung cấp lốp xe duy nhất Pirelli đã mang đến các hợp chất lốp xe C3, C4 và C5 (ba loại mềm nhất trong phạm vi của Pirelli), được chỉ định lần lượt là cứng, trung bình và mềm để các đội sử dụng tại chặng đua. Trong buổi đua thử thứ hai, ba loại lốp mềm hơn được sử dụng là C4, C5 và C6, với hợp chất C6 được Pirelli sản xuất để sử dụng tại những trường đua đường phố.

### Thay đổi đường đua
Khu vực DRS dẫn đến khúc cua thứ 1 đã được rút ngắn 75 m.

## Buổi đua thử
Trong buổi đua thử đầu tiên, George Russell của Mercedes dẫn đầu với thời gian tốt nhất là 1:17,998 phút trước Carlos Sainz Jr. của Ferrari và Tsunoda Yūki của RB. Sự kiện cũng chứng kiến 2 lần cờ đỏ được phất lên, lần đầu tiên là do mảnh vụn từ chiếc Mercedes của Andrea Kimi Antonelli, gây va chạm và làm hỏng sàn xe của anh ấy, và lần thứ hai là do vụ va chạm giữa Alexander Albon của Williams và Oliver Bearman của Ferrari. Buổi đua thử thứ hai chứng kiến hợp chất lốp C6 mới được Pirelli đưa vào thử nghiệm, với mục đích để sử dụng cho những trường đua đường phố vào năm 2025. Thời gian của sự kiện cũng đã được kéo dài thêm 30 phút để các đội thử nghiệm bộ lốp mới. Sainz dẫn đầu toàn đoàn với thành tích 1:17,699 phút, trước Oscar Piastri của McLaren và Tsunoda. Thêm một lần nữa cờ đỏ làm gián đoạn sự kiện, sau pha va chạm của Russell. Piastri là người có thành tích tốt nhất ở buổi đua thứ thứ ba với thời gian 1:16,492 phút trước đồng đội Lando Norris và Sainz.

## Vòng phân hạng
Vòng phân hạng được tổ chức vào ngày 26 tháng 10 năm 2024, lúc 15:00 giờ địa phương (UTC−6), gồm ba phần và các vị trí xuất phát cho cuộc đua chính được xác định.
Phần đầu tiên (Q1) kéo dài 18 phút. Lando Norris của McLaren đứng đầu với thời gian 1:16,505 phút, trong khi Franco Colapinto của Williams, Oscar Piastri của McLaren, Sergio Pérez của Red Bull Racing, Esteban Ocon của Alpine và Chu Quán Vũ của Kick Sauber bị loại.
Phần thứ hai (Q2) kéo dài 15 phút. Mười tay đua nhanh nhất của phần này đi tiếp vào phần thứ ba (Q3) và cuối cùng của vòng phân hạng chặng đua nước rút. Lando Norris tiếp tục là người đứng đầu với thời gian 1:16,301 phút. Các tay đua bị loại gồm hai tay đua RB, hai tay đua của Aston Martin, và Valtteri Bottas của Kick Sauber.
Phần thứ ba (Q3) kéo dài 12 phút, trong đó mười vị trí xuất phát đầu tiên được xác định sẵn cho cuộc đua chính. Carlos Sainz Jr. của Ferrari giành vị trí pole trước Max Verstappen của Red Bull Racing và Lando Norris.

### Kết quả vòng phân hạng
| Vị trí                   | Số xe | Tay đua          | Đội đua                      | Q1       | Q2       | Q3       | Vị trí xuất phát |
| ------------------------ | ----- | ---------------- | ---------------------------- | -------- | -------- | -------- | ---------------- |
| 1                        | 55    | Carlos Sainz Jr. | Ferrari                      | 1:16,778 | 1:16,515 | 1:15,946 | 1                |
| 2                        | 1     | Max Verstappen   | Red Bull Racing-Honda RBPT   | 1:16,803 | 1:16,514 | 1:16,171 | 2                |
| 3                        | 4     | Lando Norris     | McLaren-Mercedes             | 1:16,505 | 1:16,301 | 1:16,260 | 3                |
| 4                        | 16    | Charles Leclerc  | Ferrari                      | 1:16,972 | 1:16,641 | 1:16,265 | 4                |
| 5                        | 63    | George Russell   | Mercedes                     | 1:17,194 | 1:16,937 | 1:16,356 | 5                |
| 6                        | 44    | Lewis Hamilton   | Mercedes                     | 1:17,306 | 1:16,973 | 1:16,651 | 6                |
| 7                        | 20    | Kevin Magnussen  | Haas-Ferrari                 | 1:17,125 | 1:17,003 | 1:16,886 | 7                |
| 8                        | 10    | Pierre Gasly     | Alpine-Renault               | 1:17,149 | 1:17,048 | 1:16,892 | 8                |
| 9                        | 23    | Alexander Albon  | Williams-Mercedes            | 1:17,189 | 1:16,988 | 1:17,065 | 9                |
| 10                       | 27    | Nico Hülkenberg  | Haas-Ferrari                 | 1:17,186 | 1:16,995 | 1:17,365 | 10               |
| 11                       | 22    | Tsunoda Yūki     | RB-Honda RBPT                | 1:17,182 | 1:17,129 | –        | 11               |
| 12                       | 30    | Liam Lawson      | RB-Honda RBPT                | 1:17,380 | 1:17,162 | –        | 12               |
| 13                       | 14    | Fernando Alonso  | Aston Martin Aramco-Mercedes | 1:17,307 | 1:17,168 | –        | 13               |
| 14                       | 18    | Lance Stroll     | Aston Martin Aramco-Mercedes | 1:17,407 | 1:17,294 | –        | 14               |
| 15                       | 77    | Valtteri Bottas  | Kick Sauber-Ferrari          | 1:17,393 | 1:17,817 | –        | 15               |
| 16                       | 43    | Franco Colapinto | Williams-Mercedes            | 1:17,558 | –        | –        | 16               |
| 17                       | 81    | Oscar Piastri    | McLaren-Mercedes             | 1:17,597 | –        | –        | 17               |
| 18                       | 11    | Sergio Pérez     | Red Bull Racing-Honda RBPT   | 1:17,611 | –        | –        | 18               |
| 19                       | 31    | Esteban Ocon     | Alpine-Renault               | 1:17,617 | –        | –        | Làn pit1         |
| 20                       | 24    | Chu Quán Vũ      | Kick Sauber-Ferrari          | 1:18,072 | –        | –        | 19               |
| Thời gian 107%: 1:21,860 |       |                  |                              |          |          |          |                  |

Ghi chú:
- ^1  – Esteban Ocon kết thúc vòng phân hạng ở vị trí thứ 19, nhưng phải xuất phát từ làn pit do thay thế thành phần động cơ khi chưa có sự cho phép của kĩ thuật viên trong tình trạng parc fermé.

## Cuộc đua chính
Cuộc đua chính được tổ chức vào ngày 27 tháng 10 năm 2024 vào lúc 14:00 giờ địa phương (UTC−6) với số vòng đua là 71 vòng.

### Kết quả cuộc đua chính
| Vị trí                                                                           | Số xe | Tay đua          | Đội đua                      | Số vòng | Thời gian/ Bỏ cuộc | Vị trí xuất phát | Số điểm |
| -------------------------------------------------------------------------------- | ----- | ---------------- | ---------------------------- | ------- | ------------------ | ---------------- | ------- |
| 1                                                                                | 55    | Carlos Sainz Jr. | Ferrari                      | 71      | 1:40:55,800        | 1                | 25      |
| 2                                                                                | 4     | Lando Norris     | McLaren-Mercedes             | 71      | +4,705             | 3                | 18      |
| 3                                                                                | 16    | Charles Leclerc  | Ferrari                      | 71      | +34,387            | 4                | 161     |
| 4                                                                                | 44    | Lewis Hamilton   | Mercedes                     | 71      | +44,780            | 6                | 12      |
| 5                                                                                | 63    | George Russell   | Mercedes                     | 71      | +48,536            | 5                | 10      |
| 6                                                                                | 1     | Max Verstappen   | Red Bull Racing-Honda RBPT   | 71      | +59,558            | 2                | 8       |
| 7                                                                                | 20    | Kevin Magnussen  | Haas-Ferrari                 | 71      | +1:03,642          | 7                | 6       |
| 8                                                                                | 81    | Oscar Piastri    | McLaren-Mercedes             | 71      | +1:04,928          | 17               | 4       |
| 9                                                                                | 27    | Nico Hülkenberg  | Haas-Ferrari                 | 70      | +1 vòng            | 10               | 2       |
| 10                                                                               | 10    | Pierre Gasly     | Alpine-Renault               | 70      | +1 vòng            | 8                | 1       |
| 11                                                                               | 18    | Lance Stroll     | Aston Martin Aramco-Mercedes | 70      | +1 vòng            | 14               |         |
| 12                                                                               | 43    | Franco Colapinto | Williams-Mercedes            | 70      | +1 vòng2           | 16               |         |
| 13                                                                               | 31    | Esteban Ocon     | Alpine-Renault               | 70      | +1 vòng            | Làn pit          |         |
| 14                                                                               | 77    | Valtteri Bottas  | Kick Sauber-Ferrari          | 70      | +1 vòng            | 15               |         |
| 15                                                                               | 24    | Chu Quán Vũ      | Kick Sauber-Ferrari          | 70      | +1 vòng            | 19               |         |
| 16                                                                               | 30    | Liam Lawson      | RB-Honda RBPT                | 70      | +1 vòng            | 12               |         |
| 17                                                                               | 11    | Sergio Pérez     | Red Bull Racing-Honda RBPT   | 70      | +1 vòng            | 18               |         |
| Bỏ cuộc                                                                          | 14    | Fernando Alonso  | Aston Martin Aramco-Mercedes | 15      | Hỏng phanh         | 13               |         |
| Bỏ cuộc                                                                          | 23    | Alexander Albon  | Williams-Mercedes            | 0       | Va chạm            | 9                |         |
| Bỏ cuộc                                                                          | 22    | Tsunoda Yūki     | RB-Honda RBPT                | 0       | Va chạm            | 11               |         |
| Vòng đua nhanh nhất: Charles Leclerc (Ferrari) - 1:18,336 phút (vòng đua thứ 71) |       |                  |                              |         |                    |                  |         |
| Tay đua xuất sắc nhất cuộc đua: Charles Leclerc (Ferrari), 27,4% số phiếu bầu    |       |                  |                              |         |                    |                  |         |

Ghi chú
- ^1  – Bao gồm một điểm cho vòng đua nhanh nhất.
- ^2  – Franco Colapinto nhận án phạt 10 giây vì va chạm với Liam Lawson. Vị trí cuối cùng của anh ấy không bị ảnh hưởng.[9]

## Bảng xếp hạng sau chặng đua
| Vị trí | Tay đua          | Đội đua                    | Số điểm | Thay đổi vị trí |
| ------ | ---------------- | -------------------------- | ------- | --------------- |
| 1      | Max Verstappen   | Red Bull Racing-Honda RBPT | 362     | +/-0            |
| 2      | Lando Norris     | McLaren-Mercedes           | 315     | +/-0            |
| 3      | Charles Leclerc  | Ferrari                    | 291     | +/-0            |
| 4      | Oscar Piastri    | McLaren-Mercedes           | 251     | +/-0            |
| 5      | Carlos Sainz Jr. | Ferrari                    | 240     | +/-0            |

- Lưu ý: Chỉ có năm vị trí đứng đầu được liệt kê trên bảng xếp hạng này.

### Bảng xếp hạng các đội đua
| Vị trí | Đội đua                      | Số điểm | Thay đổi vị trí |
| ------ | ---------------------------- | ------- | --------------- |
| 1      | McLaren-Mercedes             | 566     | +/-0            |
| 2      | Ferrari                      | 537     | +1              |
| 3      | Red Bull Racing-Honda RBPT   | 512     | -1              |
| 4      | Mercedes                     | 344     | +/-0            |
| 5      | Aston Martin Aramco-Mercedes | 86      | +/-0            |